# Ercolania coerulea
Ercolania coerulea is een slakkensoort uit de familie van de Limapontiidae. De wetenschappelijke naam van de soort is voor het eerst geldig gepubliceerd in 1892 door Trinchese.